# Carlo Giorgio
Carlo Giorgio (ur. 6 stycznia 1948 roku w Rzymie) – włoski kierowca wyścigowy.

## Kariera
Giorgio rozpoczął karierę w międzynarodowych wyścigach samochodowych w 1969 roku od startów we Włoskiej Formule 850, gdzie jednak nie zdobywał punktów. W późniejszych latach Włoch pojawiał się także w stawce Włoskiej Formuły 3, Brytyjskiej Formuły 3 BARC Forward Trust, Brytyjskiej Formuły 3 BRSCC John Player, Europejskiej Formuły 2, Brytyjskiej Formuły 1, World Challenge for Endurance Drivers oraz Spanish Prototype Open Championship.
W Europejskiej Formule 2 Włoch startował w latach 1974-1975, 1977-1979. Jednak wynikiem punktowym może się poszczycić jedynie w 1975 roku. Wówczas z dorobkiem trzech punktów uplasował się na 22 pozycji w klasyfikacji generalnej.